# 813-й истребительный авиационный полк
813-й истребительный авиационный Осовецкий Краснознамённый полк (813-й иап) — воинская часть Военно-воздушных сил (ВВС) Вооружённых Сил РККА, принимавшая участие в боевых действиях Великой Отечественной войны.

## Наименования полка
За период своего существования полк несколько раз менял своё наименование:
- 813-й истребительный авиационный полк;
- 813-й истребительный авиационный Осовецкий полк;
- 813-й истребительный авиационный Осовецкий Краснознамённый полк;
- Полевая почта 10280.

## Создание полка
813-й истребительный авиационный полк сформирован в период с 8 марта по 10 мая 1942 года в Московском военном округе на аэродроме г. Люберцы на самолётах ЛаГГ-3.

## Расформирование полка
813-й Осовецкий Краснознамённый истребительный авиационный полк расформирован 23 марта 1947 года в составе 286-й истребительной авиационной дивизии 16-й воздушной армии Группы советских оккупационных войск в Германии.

## В действующей армии
В составе действующей армии:
- с 26 июля 1942 года по 9 августа 1942 года,
- с 25 июня 1943 года по 30 сентября 1943 года,
- с 21 июня 1944 года по 8 сентября 1944 года,
- с 12 ноября 1944 года по 9 мая 1945 года

## Командиры полка
| Звание              | Имя                            | Период                  | Примечание |
| ------------------- | ------------------------------ | ----------------------- | ---------- |
| майор, подполковник | Васильев Борис Михайлович      | 03.1942 — 25.12.1944    |            |
| майор               | Турыгин Валерьян Михайлович    | 25.12.1944 — 25.03.1945 |            |
| подполковник        | Гориславский Виктор Игнатьевич | 25.03.1945 — 27.03.1947 |            |

## В составе соединений и объединений
| Период        | Фронт (округ)                                   | армия                                | корпус                                | дивизия                                  | примечание |
| ------------- | ----------------------------------------------- | ------------------------------------ | ------------------------------------- | ---------------------------------------- | --- |
| 08.03.1942 г. | Московский военный округ                        | ВВС округа                           |                                       |                                          | ЛаГГ-3 |
| 24.06.1942 г. | Московский военный округ                        | ВВС округа                           |                                       | 263-я истребительная авиационная дивизия | ЛаГГ-3 |
| 26.07.1942 г. | Калининский фронт                               | 3-я воздушная армия                  |                                       | 263-я истребительная авиационная дивизия | ЛаГГ-3 |
| 10.08.1942 г. | Московский военный округ                        | ВВС округа                           |                                       | 263-я истребительная авиационная дивизия | убыл на доукомплектование                                                                                       |
| 15.08.1942 г. | Московский военный округ                        | ВВС округа                           |                                       |                                          | На базе полка организован Окружной учебный центр ВВС МВО н аэродроме Ундол по обучению молодого лётного состава |
| 01.04.1943 г. | Московский военный округ                        | ВВС округа                           |                                       |                                          | Переформирован и приступил к переучиванию на Ла-5                                                               |
| 25.06.1943 г. | Западный фронт                                  | 1-я воздушная армия                  | 8-й истребительный авиационный корпус | 215-я истребительная авиационная дивизия | Ла-5 |
| 01.10.1943 г. | Харьковский военный округ                       | Резерв Верховного Главнокомандования | 8-й истребительный авиационный корпус | 215-я истребительная авиационная дивизия | Боевой работы не вёл, занимаясь учебно-боевой подготовкой.                                                      |
| 12.05.1944 г. | Киевский военный округ                          | Резерв Верховного Главнокомандования | 8-й истребительный авиационный корпус | 215-я истребительная авиационная дивизия | |
| 17.06.1944 г. | Белорусский фронт                               | Резерв Верховного Главнокомандования | 8-й истребительный авиационный корпус | 215-я истребительная авиационная дивизия | Ла-5 |
| 21.06.1944 г. | Белорусский фронт                               | 16-я воздушная армия                 | 8-й истребительный авиационный корпус | 215-я истребительная авиационная дивизия | Ла-5 |
| 01.08.1944 г. | 2-й Белорусский фронт                           |                                      | 8-й истребительный авиационный корпус | 215-я истребительная авиационная дивизия | Ла-5 |
| 05.08.1944 г. | 2-й Белорусский фронт                           | 4-я воздушная армия                  | 8-й истребительный авиационный корпус | 215-я истребительная авиационная дивизия | Ла-5 |
| 09.09.1944 г. | Резерв Верховного Главнокомандования            |                                      | 8-й истребительный авиационный корпус | 215-я истребительная авиационная дивизия | Ла-5 |
| 12.11.1944 г. | 2-й Белорусский фронт                           | 4-я воздушная армия                  | 8-й истребительный авиационный корпус | 215-я истребительная авиационная дивизия | Ла-5 |
| 12.12.1944 г. | 2-й Белорусский фронт                           | 4-я воздушная армия                  | 8-й истребительный авиационный корпус | 215-я истребительная авиационная дивизия | Получил 4 истребителя Ла-7                                                                                      |
| 09.05.1945 г. | 2-й Белорусский фронт                           | 4-я воздушная армия                  | 8-й истребительный авиационный корпус | 215-я истребительная авиационная дивизия | Ла-7 |
| 10.06.1945 г. | Группа советских оккупационных войск в Германии | 4-я воздушная армия                  | 8-й истребительный авиационный корпус | 215-я истребительная авиационная дивизия | Ла-7 |
| 24.12.1945 г. | Группа советских оккупационных войск в Германии | 16-я воздушная армия                 | 3-й истребительный авиационный корпус | 286-я истребительная авиационная дивизия | Ла-7 |
| 22.03.1947 г. | Группа советских оккупационных войск в Германии | 16-я воздушная армия                 | 3-й истребительный авиационный корпус | 286-я истребительная авиационная дивизия | расформирован                                                                                                   |

## Участие в операциях и битвах
- Ржевско-Сычёвская операция — с 31 июля 1942 года по 23 августа 1942 года.
- Смоленская стратегическая наступательная операция (Операция «Суворов»)[6] — с 7 августа 1943 года по 2 октября 1943 года
  - Спас-Деменская операция[6] — с 7 августа 1943 года по 20 августа 1943 года
  - Смоленско-Рославльская наступательная операция — с 15 сентября 1943 года по 2 октября 1943 года.
- Белорусская стратегическая наступательная операция (Операция «Багратион»)[6] — с 23 июня 1944 года по 29 августа 1944 года.
- Бобруйская операция — с 24 июня 1944 года по 29 июня 1944 года.
- Барановичская операция — с 5 июля 1944 года по 16 июля 1944 года.
- Восточно-Прусская операция — с 13 января 1945 года по 25 апреля 1945 года.
- Восточно-Померанская операция[6] — с 10 февраля 1945 года по 4 апреля 1945 года.
- Берлинская операция[6] — с 16 апреля 1945 года по 8 мая 1945 года

## Награды
813-й истребительный авиационный Осовецкий полк за образцовое выполнение боевых заданий командования в боях с немецкими захватчиками при вторжении в южные районы Восточной Пруссии и проявленные при этом доблесть и мужество Указом Президиума Верховного Совета от 19 февраля 1945 года награждён орденом «Красного Знамени».

## Почётные наименования
813-му истребительному авиационному полку 1 сентября 1944 года за отличие в боях за овладение городом и крепостью Осовец присвоено почётное наименование «Осовецкий»

## Благодарности Верховного Главнокомандования
За проявленные образцы мужества и героизма Верховным Главнокомандующим полку объявлялись благодарности:
- За овладение городом и крепостью Осовец[9]
- За овладение городами Найденбург, Танненберг, Едвабно и Аллендорф[10]
- За овладение городом Алленштайн[11]
- За овладение городом Эльбинг[12]
- За овладение городом и крепостью Гданьск[13]
- За овладение городом Штеттин[14]
- За овладение городами Штральзунд, Гриммен, Деммин, Мальхин, Варен, Везенберг[15]
- За овладение городами Росток и Варнемюнде[16]
- За овладение городами Барт, Бад-Доберан, Нойбуков, Барин, Виттенберге[17]
- За овладение портом и военно-морской базой Свинемюнде[18]
- За овладение островом Рюген[19]

## Отличившиеся воины полка
- Васильев Борис Михайлович, командир полка, удостоен звания Герой Советского Союза Указом Президиума Верховного Совета СССР 20 ноября 1941 года будучи военным комиссаром эскадрильи при управлении 44-й истребительной авиационной дивизии Военно-Воздушных Сил 6-й армии Юго-Западного фронта. Золотая Звезда № 643.
- Зеленкин Михаил Михайлович, лётчик полка с мая по октябрь 1943 года, Указом Президиума Верховного Совета СССР удостоен звания Герой Советского Союза 15 мая 1946 года будучи в запасе.
- Митрофанов Фёдор Васильевич, майор, командир 2-й эскадрильи 813-го истребительного авиационного полка, Указом Президиума Верховного Совета СССР удостоен звания Герой Советского Союза 14 февраля 1943 года.
- Пересумкин Пётр Петрович, лётчик полка, Указом Президиума Верховного Совета СССР удостоен звания Герой Советского Союза 18 августа 1945 года будучи командиром эскадрильи 149-го истребительного авиационного полка 323-й истребительной авиационной дивизии.
- Турыгин Валерьян Михайлович, майор, командир 813-го истребительного авиационного полка 215-й истребительной авиационной дивизии 8-го истребительного авиационного корпуса 4-й воздушной армии Указом Президиума Верховного Совета СССР 20 марта 1991 года удостоен звания Герой Советского Союза. Золотая Звезда № 11643.

## Статистика боевых действий
Всего за годы Великой Отечественной войны полком:
| Выполнено боевых вылетов | Сбито самолётов в воздухе | Уничтожено самолётов всего |
| ------------------------ | ------------------------- | -------------------------- |
| 3950                     | 184                       | 234                        |

Свои потери:
| Потеряно самолётов, всего | Погибло лётчиков всего |
| ------------------------- | ---------------------- |
| н/д                       | 15                     |

## Базирование
| Период            | Аэродромы           |
| ----------------- | ------------------- |
| 04.1945 — 05.1945 | Пренцлау, Германия  |
| 05.1945 — 07.1945 | Дамгартен, Германия |
| 07.1945 — 12.1945 | Габберт, Польша     |
| 12.1945 — 03.1947 | Пренцлау, Германия  |

| Ла-7 | Ла-5 | ЛаГГ-3 |

## Самолёты на вооружении
| Период            | Самолёты |
| ----------------- | -------- |
| 1942 — 1943       | ЛаГГ-3   |
| 04.1943 — 1944    | Ла-5     |
| 12.1944 — 03.1947 | Ла-7     |